# Bahnhof Überlingen Therme
Der Bahnhof Überlingen Therme (ehemals Überlingen, Überlingen West) ist ein  Bahnhof der Großen Kreisstadt Überlingen am Bodensee. Er verfügt über drei Gleise und liegt am Streckenkilometer 17,525 der Bahnstrecke Stahringen–Friedrichshafen und war bis zur Eröffnung des Haltepunkts Überlingen im Jahr 2001 die wichtigste Zugangsstelle der Stadt.

## Lage
Der Bahnhof Therme liegt nahe der westlichen Stadtgrenze, einige hundert Meter von der Überlinger Altstadt entfernt. Das denkmalgeschützte Empfangsgebäude befindet sich südlich der Gleise unweit des Seeufers, nur die Bahnhofstraße und der ehemalige Hafen liegen dazwischen. Direkt westlich des Empfangsgebäudes, jenseits der Bahnhofstraße, schließt ein Teil des Landesgartenschaugeländes der Landesgartenschau 2021 an (das Gelände befindet sich teilweise auf dem ehemaligen Güterbahnhof). Nördlich des Bahnhofs verläuft die Obere Bahnhofstraße. Im Westen (Bahnhofstraße) bzw. Osten (Goldbacher Straße) werden die Gleisanlagen durch Bahnübergänge begrenzt.

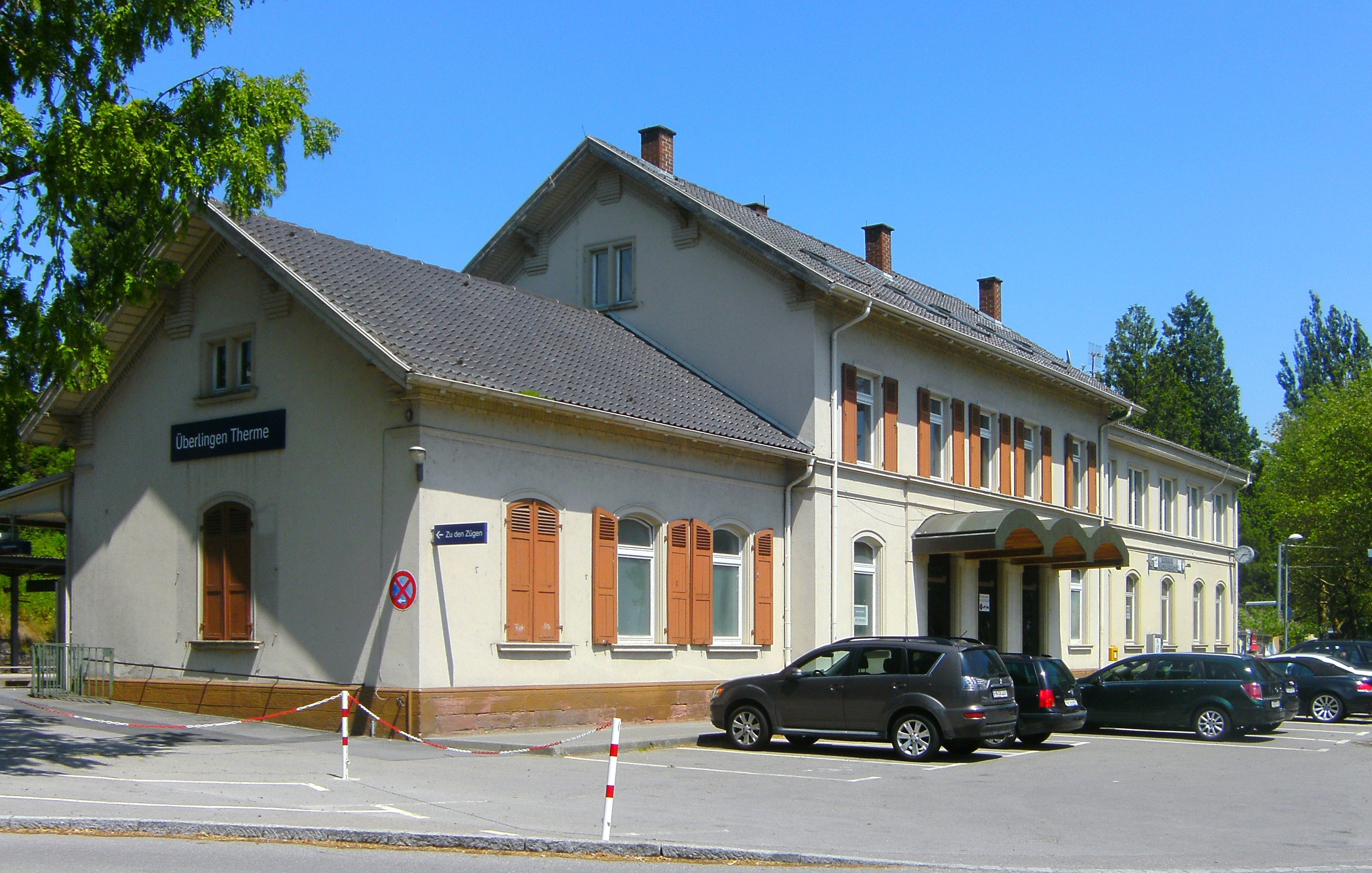
Das Empfangsgebäude (2013)

## Geschichte

### Vorgeschichte und Bau
Der Kurort Überlingen sorgte sich Mitte des 19. Jahrhunderts um eine verkehrsbedingte Isolierung und drängte auf einen baldigen Eisenbahnanschluss, da bereits viele Städte am Bodensee an den Eisenbahnverkehr angeschlossen waren (Friedrichshafen über die Südbahn 1847; Lindau über die Ludwig-Süd-Nord-Bahn 1853; Romanshorn 1855 über die Thurtallinie; Rorschach 1856 mit der Bahnstrecke nach St. Gallen sowie Radolfzell und Konstanz mit der Badischen Hauptbahn 1863). Erst im Frühjahr 1892 erteilten die Großherzoglich Badischen Staatseisenbahnen die Genehmigung zum Bau eines Eisenbahnteilstücks von Stahringen über Ludwigshafen nach Überlingen als Endbahnhof.
Die Arbeiten für die größtenteils am Seeufer verlaufende Strecke begannen wiederum erst zwei Jahre später im Januar 1894 bei Stahringen, schritten aber zügig voran. Bereits im August desselben Jahres erfolgten Sprengungen am Katharinenfelsen bei den Goldbacher Heidenhöhlen. Der geplante Abbruch der im Weg stehenden (und noch als unbedeutend geltenden) Sylvesterkapelle konnte durch Widerstand aus der Bevölkerung verhindert werden.

Der Bahnhof am Eröffnungstag 1895

Gleichzeitig mit den Bahnanlagen entstand direkt gegenüber dem Überlinger Bahnhofsgebäude eine Mole im Bodensee, die als eigener Hafen der Kursschifffahrt zur Verfügung stand. Ein Bahnhofshotel wurde ebenfalls errichtet. Mit dem Besuch Großherzogs Friedrich I. am 21. August 1895 erfolgte die feierliche Inbetriebnahme des Personen- und Güterbahnhofs Überlingen.

### Weiterbau der Bahnstrecke Stahringen–Friedrichshafen
Bald nach der Eröffnung der Bahnhofs begannen durch die Badische Staatseisenbahn und der Königlich Württembergischen Staats-Eisenbahn Planungen für den Weiterbau der Bahnstrecke Stahringen–Überlingen nach Friedrichshafen beziehungsweise nach Unteruhldingen oder Frickingen. Aus Kostengründen und Rücksicht auf das Überlinger Stadtbild wurden zwei Tunnel mit offenem Einschnitt unter Überlingen mit eingeplant, da die Stadt befürchtete, dass eine Bahntrasse, die durch die Altstadt führt, zu Beeinträchtigungen oder sogar zu einem kompletten Rückgang des Fremdenverkehrs (der damals hauptsächlichen Einnahmequelle der Stadt) führen könnte. Die Lage des Bahnhofs begünstigte den Tunnelbau, da sich ein ansteigender Molassefels unweit des Bahngeländes befindet, in den die Westtunnelröhre getrieben werden konnte.
Ab 1898 begannen zeitgleich von der West- und Ostseite der Stadt her die Bauarbeiten für die Tunnel. Mit einer Länge von 948 (Westtunnel) bzw. 615 (Osttunnel) Metern wurden die Tunnel durch den weichen Mollassesandstein gesprengt und gegraben, bis sie sich nach einem Durchbruch in einem rund 160 Meter langen offenen Tunneleinschnitt trafen (seit 2001 Haltepunkt Überlingen). Am 1. Oktober 1901 wurden mit dem abermaligen Besuch des badischen Großherzogs und dem König Württembergs Wilhelm II. die Eisenbahntunnel samt des eingleisigen Haltepunkts Überlingen Ost (auch Ostbahnhof) eröffnet. Der dreigleisige, nun Überlingen West (auch Westbahnhof) genannte Bahnhof blieb trotz des neuen Ostbahnhofs der Hauptbahnhof der Stadt.

### Luftangriff 1945
Am 22. Februar gegen 13.45 Uhr führten Bomber vom Typ Martin B-26 der 320th Bombardment Group der United States Army Air Forces den einzigen gezielten Luftangriff auf Überlingen durch; er galt dem Güterbahnhof beim Bahnhof West. Zum Einsatz kamen 56 Sprengbomben, davon sieben mit Langzeitzünder. Bei dem Angriff kamen elf KZ-Häftlinge, vier Angehörige des militärischen Bautrupps und fünf Anwohner ums Leben. Sechs Wohnhäuser in der Umgebung und weitere Gebäude auf dem Bahnhofsgelände sowie eine Eisenbahn- und Straßenbrücke wurden völlig zerstört, auch das Bahnhofsgebäude erhielt einen Volltreffer. Insgesamt 50 bis 60 Häuser wurden beschädigt. Infolge der Langzeitzünder einiger Sprengbomben gab es bis in die darauffolgende Nacht weitere schwere Detonationen. Der Angriff war Teil der Operation Clarion, eingesetzt wurden sieben Mittelstreckenbomber aus dem lothringischen Épinal. Fälschlicherweise ging man viele Jahre davon aus, dass der Luftangriff dem Goldbacher Stollen gegolten hätte, der sich nur wenige hundert Meter vom Bahnhofsgelände entfernt befindet.

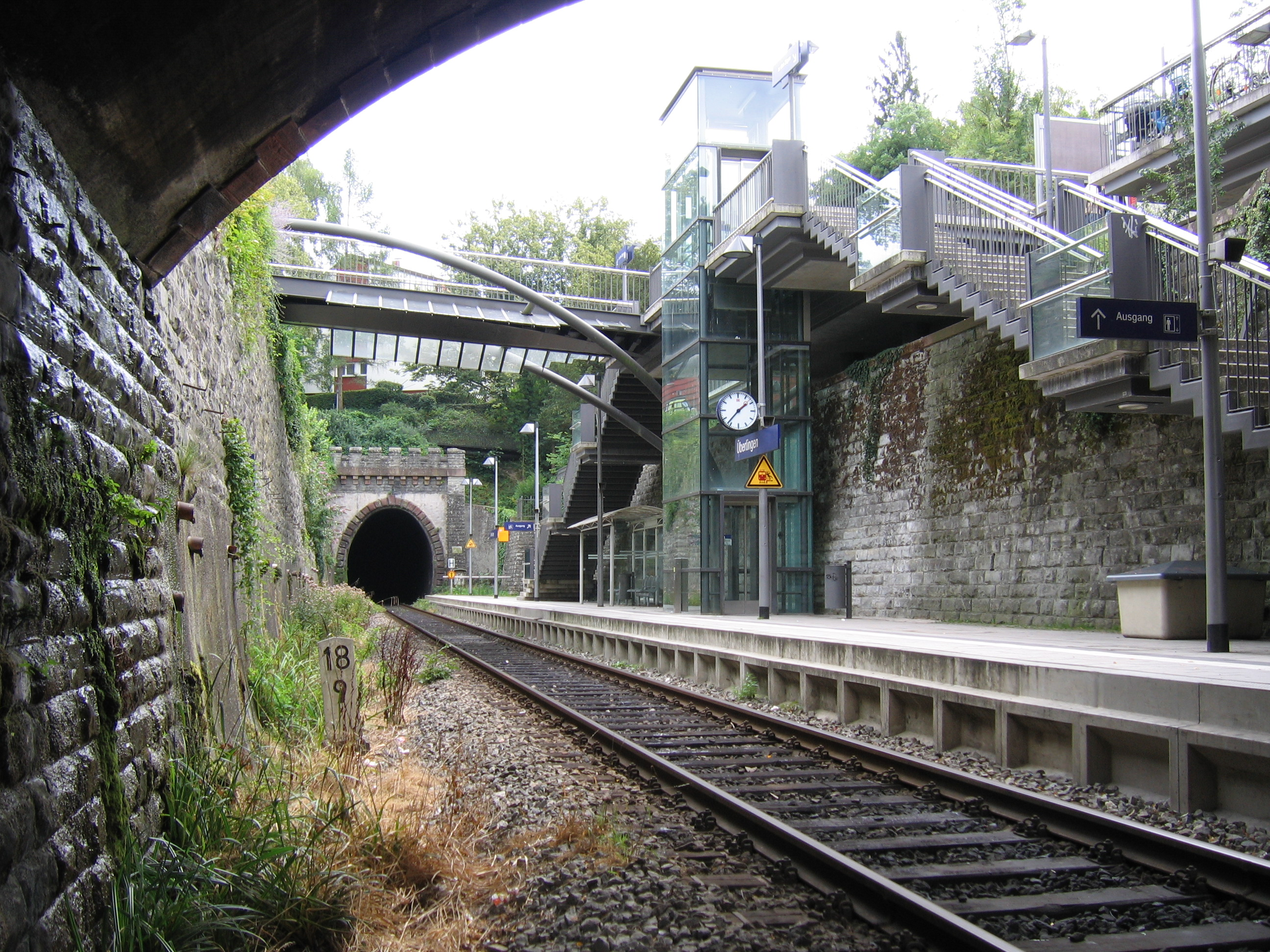
Der 2001 eröffnete Haltepunkt Überlingen

### Weitere Geschichte
Bis in die 1980er Jahre wurde der Hafen vom Kursverkehr getrennt und die Gleisanlagen des Güterbahnhofs sowie der Güterschuppen zurückgebaut, danach wurde dieses Gelände größtenteils als Parkplatz genutzt. Das Bahnhofshotel wurde bereits in den 1960er Jahren geschlossen.
2001 wurde im Tunneleinschnitt der Haltepunkt Überlingen Mitte (heute nur noch Überlingen) eröffnet. Eingebettet zwischen zwei hohen Futtermauern, kann der Haltepunkt zwar nur eingleisig befahren werden, gilt aber dennoch als „Hauptbahnhof“, da er sich zentral in der Stadt befindet und direkt mit dem Busbahnhof verbunden ist. Kurz nach der Eröffnung wurde der Ostbahnhof geschlossen, dafür aber der Haltepunkt Überlingen-Nußdorf reaktiviert.

### Seit 2003
Nach Eröffnung des unweit gelegenen Schwimmbads Bodensee-Therme im November 2003 wurde der Westbahnhof offiziell in Überlingen Therme umbenannt.
Nach der Schließung der Schalterhalle und der Bahnhofsgaststätte stand das Empfangsgebäude leer, nur im Erdgeschoss am Hausbahnsteig befindet sich noch ein mechanisches Stellwerk. Nachdem die Bahn 2013 das Empfangsgebäude an einen privaten Investor verkauft hatte, wurde es schließlich ab 2018 umgebaut und saniert. Es war geplant, dass sich zur Landesgartenschau Überlingen 2020 der Bahnhof Therme als Tor zur Landesgartenschau präsentieren sollte. Im Gebäude hätten danach eine Gastronomie, Büros, ein Infocenter sowie eine Ticketverkaufsstelle für die Landesgartenschau Platz gefunden. Dies geschah jedoch nicht, da nach der Verschiebung der Landesgartenschau (aufgrund der COVID-19-Pandemie) auf das Jahr 2021 der Eigentümer die Kooperation mit der Stadt aufkündigte und somit nicht mehr in die Landesgartenschau miteinbezogen wurde.
Auf dem Gelände des ehemaligen Güterbahnhofs und des sich daran anschließenden Graf-Geländes südlich der Gleisanlagen wurde bis März 2016 im Zuge der Vorarbeiten für die Landesgartenschau nach eventuellen Blindgängern des Luftangriffs von 1945 gesucht; die Suche verlief ergebnislos.

## Aufbau

### Bahnsteige
Der Hausbahnsteig des Gleis 1 ist 168 Meter lang und 38 Zentimeter hoch. Der teilweise überdachte Bahnsteig der Gleise 2 und 3 ist ebenfalls 38 Zentimeter hoch, jedoch 223 Meter lang. Da der Bahnhof Therme über keine Fußgängerunterführung verfügt, führt über die Gleise 1 und 2 ein höhengleicher Übergang. In den kommenden Jahren sollen die Anlagen modernisiert werden.

### Stellwerke

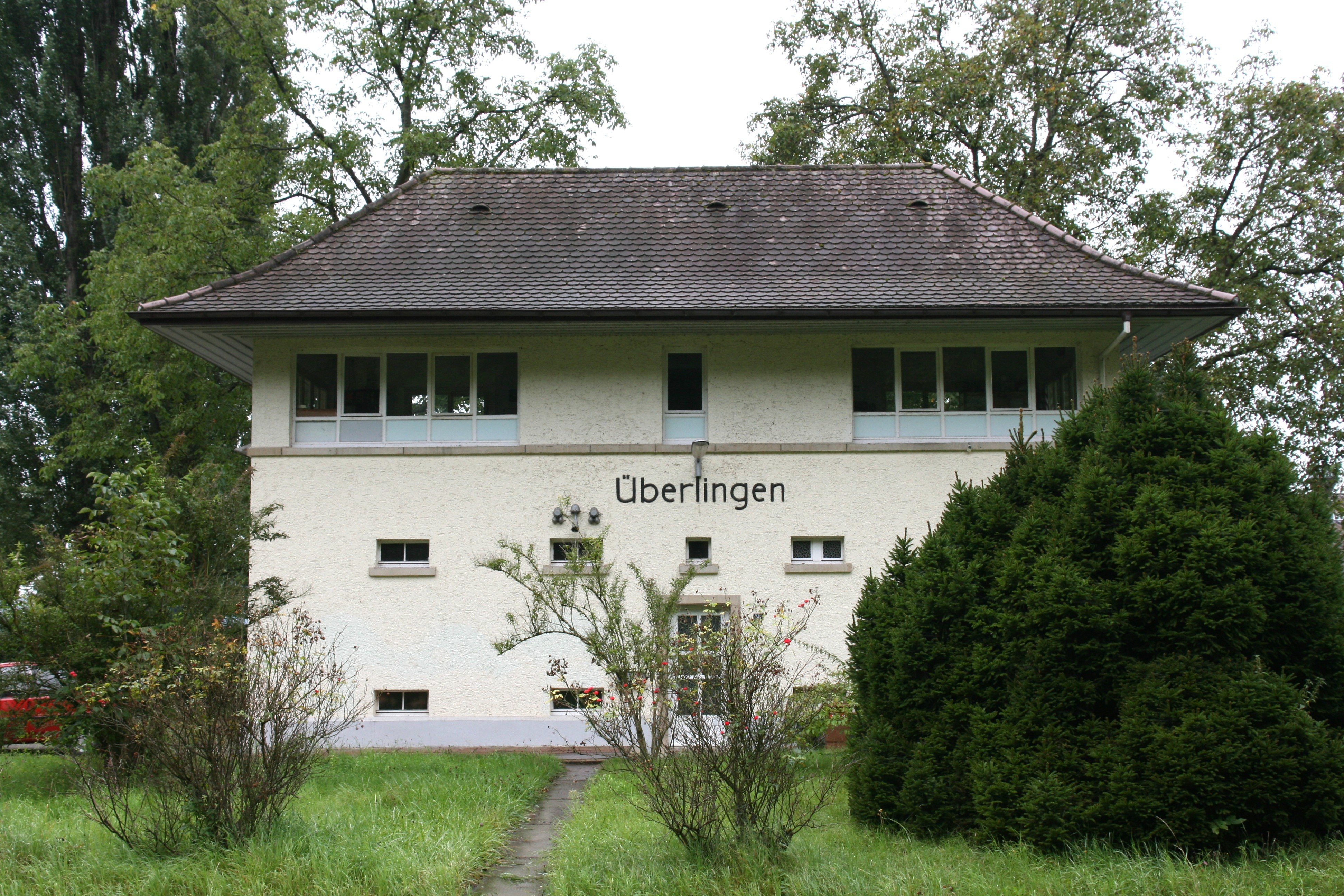
Stellwerk Üw

Neben dem Fahrdienstleiterstellwerk im Bahnhofsgebäude (Üf) befindet sich am westlichen Bahnhofskopf das Gebäude des Weichenwärterstellwerkes Üw. Beide Anlagen sind mechanische Einheitsstellwerke. Das unter Denkmalschutz stehende Gebäude Üw ist noch im Besitz der DB InfraGO und liegt komplett auf dem Landesgartenschaugelände. Es sollte bis 2020 in die Gestaltung der Landesgartenschau als Café integriert werden, was aber nicht realisiert wurde.

## Verkehr
Neben dem Nahverkehr hielten zu Zeiten der Bundesbahn am Westbahnhof bis 1993 mehrere Schnell- und Eilzüge des Fernverkehrs (darunter Lindau–Strasbourg; Lindau–Basel; München–Freiburg; München–Singen).
Heute bedient die DB Regio den Bahnhof Überlingen Therme im Stundentakt mit Regionalbahnen zwischen Friedrichshafen und Radolfzell, bei dem Dieseltriebwagen vom Typ Stadler Regio-Shuttle RS1 und zweiteilige Dieseltriebzüge der Baureihe 622 (LINT 54) eingesetzt werden. Wegen der stärkeren Frequentierung während der Landesgartenschau 2021 wurde der Takt auf dem Abschnitt Stahringen–Friedrichshafen mit RE-Sonderzügen erhöht. Außerdem hält an Wochenenden und Feiertagen von Mai bis Oktober der von der SVG betriebene Freizeitexpress (FEX) Südbahn (von Stuttgart über Ulm nach Singen) am Bahnhof Therme. Eingesetzt werden hier modernisierte n-Wagen.
Im Bahnhof Therme finden die planmäßigen Zugkreuzungen zwischen den Regionalbahnen und den Regional-Express-Zügen Friedrichshafen–Basel statt. Diese halten nicht in Überlingen Therme, sondern nur am Haltepunkt Überlingen.
| Linie                    | Strecke | Taktfrequenz                                             | Betreiber |
| ------------------------ | --- | -------------------------------------------------------- | --------- |
| RB 31                    | (Singen (Hohentwiel)) – Radolfzell – Ludwigshafen (Bodensee) – Überlingen Therme – Überlingen – Uhldingen-Mühlhofen – Salem – Markdorf – Friedrichshafen Stadt | stündlich                                                | DB Regio  |
| FEX                      | Stuttgart – Ulm – Aulendorf – Friedrichshafen – Überlingen Therme – Radolfzell – Singen                                                                        | ein Zugpaar sams-, sonn- und feiertags im Sommerhalbjahr | SVG       |
| Stand: 15. Dezember 2024 | |                                                          |           |